# Italochrysa albescens
Italochrysa albescens är en insektsart som först beskrevs av Navás 1932.  Italochrysa albescens ingår i släktet Italochrysa och familjen guldögonsländor. Inga underarter finns listade i Catalogue of Life.